# کاباره (فیلم ۱۹۷۲)
کاباره (به انگلیسی: Cabaret) فیلمی موزیکال  ، درام (فیلم و تلویزیون) به کارگردانی باب فاسی  با بازی لایزا مینلی ، مایکل یورکمحصول سال ۱۹۷۲ کشور ایالات متحده آمریکا که فیلمبرداری آن سراسر در  برلین غربی انجام شده است.
فیلمنامه آن را جی پرسون آلن بر مبنای نمایشنامه‌ای موزیکال کار جو مستروف (کتاب)، جان کندر (موسیقی) و فرد اِب (اشعار) از نمایش‌نامه من یک دوربین هستم نوشته جان وان دروتن، اقتباس از کتابی نوشته کریستوفر ایشروود نوشته است .
این فیلم در چهل و پنجمین دوره جوایز اسکار نامزد در ده جایزه گردید که در نهایت موفق به کسب هشت جایزه از جمله جایزه اسکار بهترین کارگردانی ، جایزه اسکار بهترین بازیگر زن و جایزه اسکار بهترین بازیگر نقش مکمل مرد شد که در آن دوره فیلم پدرخوانده رقیب اصلی این فیلم بود که نهایت برنده سه اسکار شد .
در سال ۱۹۹۵ کتابخانه کنگره این فیلم را به دلیل اهمیت فرهنگی ، تاریخی و زیباشناختی در فهرست ملی ثبت فیلم به ثبت رسانید .

## خلاصه داستان
در  دهه ۱۹۳۰ (میلادی) در دوره جمهوری وایمار برلین یک زن رقاص کاباره (لایزا مینلی) همزمان با دو مرد رابطه عاطفی و عاشقانه برقرار می کند در همین هنگام نیز حزب نازی به قدرت می رسد و ... 